# Henry Halstead

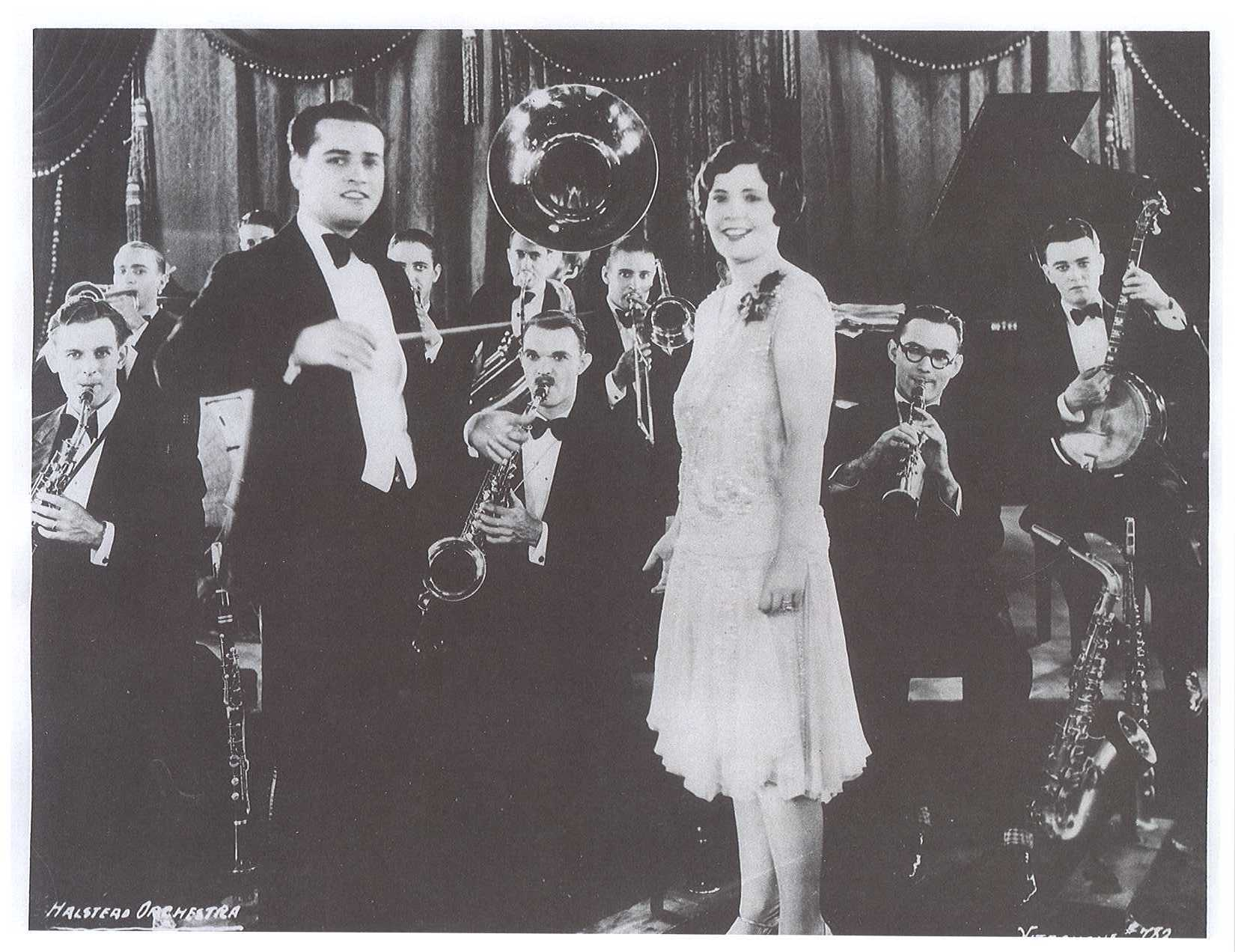
Heny Halstead en zijn orkest, 1927.

Henry Halstead (El Paso, 16 november 1897 - Californië, 19 maart 1984) was een Amerikaanse leider van dansorkesten in de jaren twintig en dertig. Hij speelde tevens viool in zijn bands.
Toen hij 19 was, begon hij viool te spelen in clubs en hotels, aan de tafels. In 1919 speelde hij viool in een groepje met twee mannen, die later bekende bigband-leiders zouden worden: Abe Lyman (op drums) en Gus Arnheim (piano). Het gezelschap trad op in Sunset Inn in Santa Monica, Californië. In 1922 had hij zijn eerste band, die enkele jaren in St. Francis hotel in San Francisco speelde, ook voor de radio. Door deze uitzendingen voor KGO kreeg het orkest grote bekendheid. In 1925 werd hij leider van een ander orkest aan de westkust. Zijn  orkest speelde in hotels in het hele land. Zijn band was de eerste danceband die verscheen in een korte Hollywood Vitaphone muziekfilm, 'Carnival nights in Paris' (voor Warner Brothers) (1927). Na deze film volgden nog talloze andere korte films. Ook maakte hij veel opnames, voornamelijk voor Victor Records. Zijn orkest werd landelijk bekend door de radio en werd een favoriete band van veelfilmsterren die het gezelschap ook inhuurden voor privé-optredens. Onder hen waren onder meer Clark Gable, Greta Garbo en Maurice Chevalier. In 1944 stopte hij als bandleider, vooral omdat veel bandleden in dienst moesten. 
In zijn orkesten speelden talloze musici en vocalisten, waaronder Red Nichols, Phil Harris en Freddie Slack. Na zijn loopbaan als bandleider hield hij zich onder meer bezig met het boeken van musici voor bijvoorbeeld hotels. Ook zat hij in de onroerend goed-business. 
Halstead was getrouwd met de blueszangeres Marjorie Whitney, die bij de King's Jesters zong.

## Discografie
- Jazz in California (drie songs door Halstead), Timeless

- Gemeinsame Normdatei: 1140053566
- International Standard Name Identifier: 0000 0000 4317 6584
- Library of Congress Control Number: no93019269
- MusicBrainz: 0fdd6e85-d8d8-4ce5-ba47-540f29602c20
- Virtual International Authority File: 24171573
- WorldCat: E39PBJckRVFq8XdYjWHmyMrcyd